# Spithamnsudden
Spithamnsudden (estniska: Põõsaspea neem) är en udde i nordvästra Estland. Den ligger i Nuckö kommun (Noarootsi vald) i Läänemaa, 70 km väster om huvudstaden Tallinn. Öster om den ligger Spithamnsviken (Spithami laht) och väster ut ligger Derhamnsbukten (Dirhami laht).
Terrängen inåt land är mycket platt. Havet är nära Spithamnsudden åt nordväst. Runt Spithamnsudden är det mycket glesbefolkat, med 2 invånare per kvadratkilometer. Närmaste by är Spithamn (Spithami) och närmaste större samhälle är Neve (Nõva), 9,3 km öster om Spithamnsudden. I omgivningarna runt Spithamnsudden växer i huvudsak blandskog.